# 布里地区苏瓦尼奥勒
布里地区苏瓦尼奥勒（法語：Soignolles-en-Brie，法語發音：[swaɲɔl ɑ̃ bʁi] ⓘ）是法国法兰西岛大区塞纳-马恩省的一个市镇，属于默伦区。 

## 地理
布里地区苏瓦尼奥勒（48°39'18"N, 2°41'59"E）面积10.77 平方千米，位于法国法蘭西島大區塞纳-马恩省，该省份为法国北部内陆省份，北起瓦兹省，西接埃松省、马恩河谷省、塞纳-圣但尼省和瓦兹河谷省，南至卢瓦雷省，东南接约讷省，东临马恩省和奥布省，东北接埃纳省。
与布里地区苏瓦尼奥勒接壤的市镇（或旧市镇、城区）包括：库贝尔、格里西-叙讷、耶尔河畔埃夫里格雷日、利摩日-富尔什、利西、尚德伊、耶布勒。

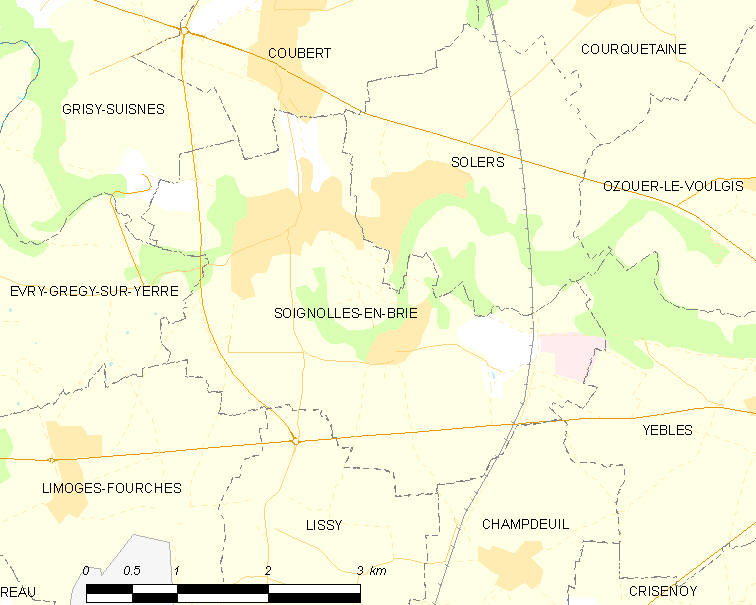
布里地区苏瓦尼奥勒的OSM定位图

布里地区苏瓦尼奥勒的时区为UTC+01:00、UTC+02:00（夏令时）。

## 行政
布里地区苏瓦尼奥勒的邮政编码为77111，INSEE市镇编码为77455。

## 政治
布里地区苏瓦尼奥勒所属的省级选区为丰特奈-特雷西尼县。

## 人口

1962-2008年间布里地区苏瓦尼奥勒人口变化图示

布里地区苏瓦尼奥勒于2022年1月1日时的人口数量为2024人。